# Băile Herculane
Băile Herculane é uma cidade da Roménia com 5.008 habitantes (2011), localizada no distrito de Caraș-Severin.